# Tatsuo Watanabe
Tatsuo Watanabe (japanisch 渡部 龍雄 Watanabe Tatsuo; geboren 4. April 1928; gestorben 11. Dezember 2001) war ein japanischer Skispringer. 

## Werdegang
Er wurde in die japanische Mannschaft für die Olympischen Winterspiele 1952 in Oslo aufgenommen. Im Skisprungwettbewerb belegte er nach zwei Sprüngen über eine Distanz von 59 Metern den 27. Platz, ex aequo mit Stanisław Marusarz. Einige Tage nach dem Olympiastart in derselben Stadt trat er beim Skifestival am Holmenkollen auf, belegte jedoch den vorletzten, 98. Platz, und nur Mogens Balslev Brøndum, der Dänemark vertrat, erzielte ein schlechteres Ergebnis als er.